# Betula pumila
Betula pumila — вид квіткових рослин з родини березових (Betulaceae). Росте у Канаді, Сен-П'єр і Мікелоні та США.

## Біоморфологічна характеристика
Це кущ до 4 метрів заввишки, часто досить розлогий чи розлогий. Кора темно-червонувато-коричнева, гладка, прилегла; сочевиці бліді, малопомітні. Гілочки голі чи помірно запушені, з розсіяними дрібними смолистими залозками, особливо біля вузлів. Листова пластинка еліптична, оберненояйцеподібна або майже округла (іноді ниркоподібна), 2.5–5(7) × 1–5 см, краї від городчастих до зубчастих, верхівка зазвичай широко-гостра або тупа до округленої; поверхні абаксіально (низ) голі або злегка запушені до сильно сильно вкриті тонким щільним шовковистим запушенням, часто з розсіяними смолистими залозками. Супліддя прямовисні, циліндричні, 0.8–1.5(2) × 0.8–1 см, восени осипаються разом з плодами. Крилатки з крилами трохи вужчими за тіло, найширшими біля центру, не виходять за верхівку тіла. 2n = 56. 

## Поширення й екологія
Росте у Канаді (Квебек, Нью-Брансвік, Альберта, Нова Шотландія, Північно-Західні Території, Саскачеван, Юкон, о. Ньюфаундленд, Онтаріо, Манітоба, Нунавут, о. Принца Едуарда, Британська Колумбія, Лабрадор), Сен-П'єр і Мікелоні та США (Вермонт, Айдахо, Монтана, Небраска, Індіана, Мічиган, Коннектикут, Орегон, Іллінойс, Вашингтон, Вісконсин, Колорадо, Канзас, Нью-Джерсі, Вайомінг, Массачусетс, Мен, Північна Дакота, Огайо, Айова, Нью-Йорк, Каліфорнія, Південна Дакота, Нью-Гемпшир, Міннесота) на висотах від 0 до 1000 метрів. Зростає на сфагнових болотах, болотах, лісистих болотах, мушкетах, узбережжях річок і озер та інших вологих місцях. Як і багато інших рослин, які живуть у вологих відкритих середовищах, він дуже погано переносить тінь і добре росте лише на сонці.

## Загрози й охорона
Відомих загроз немає, однак популяції в Іллінойсі, Нью-Гемпширі та Массачусетсі — під критичною небезпекою, а популяції в Юконі, на острові Принца Едуарда, Новій Шотландії, Огайо, Нью-Йорку, Мені, Айові, Айдахо, Коннектикуті та в Нью-Брансвіку вразливі.

## Використання
Оджибве використовували Betula pumila в медицині як гінекологічний засіб і як респіраторний засіб.

## Галерея

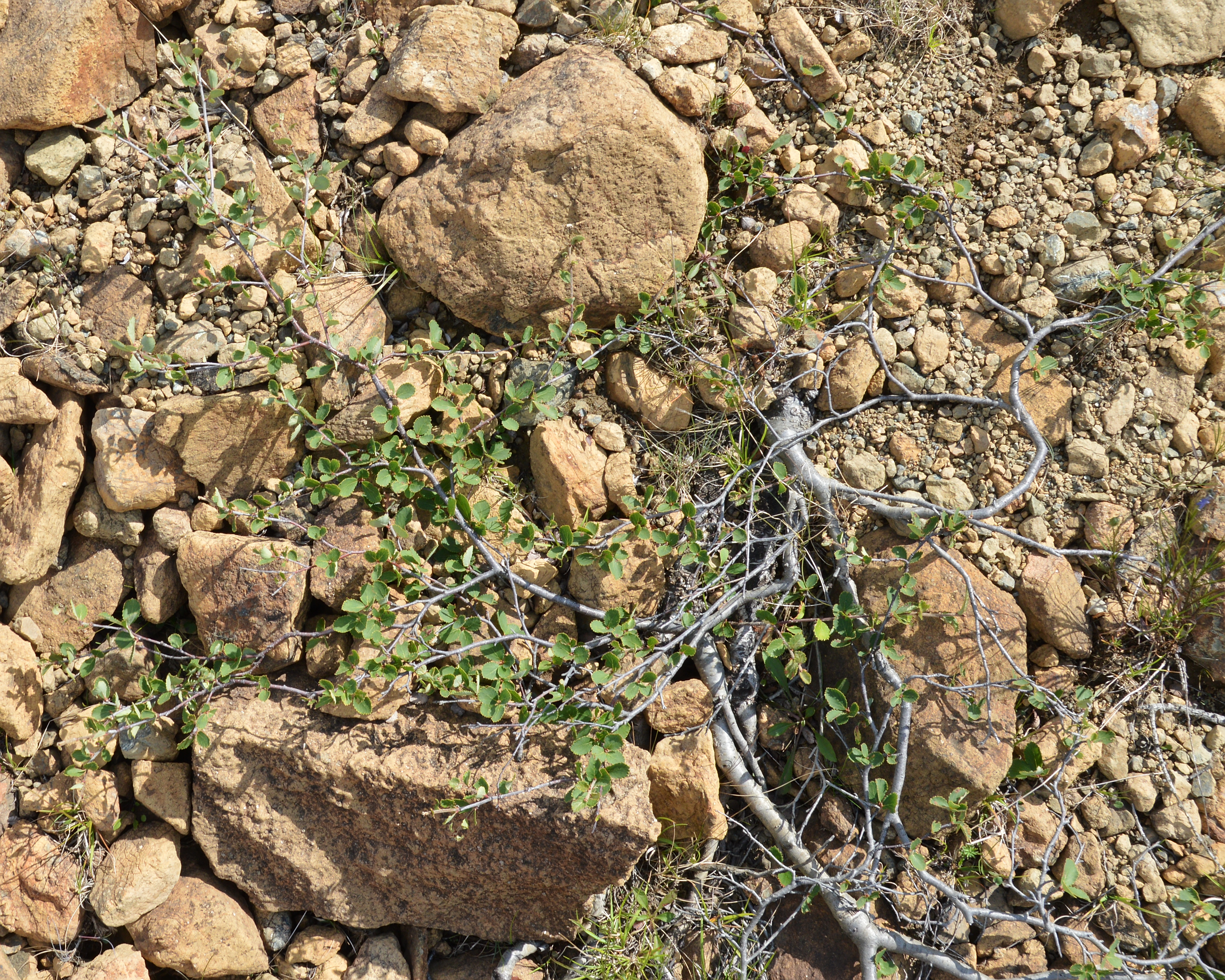
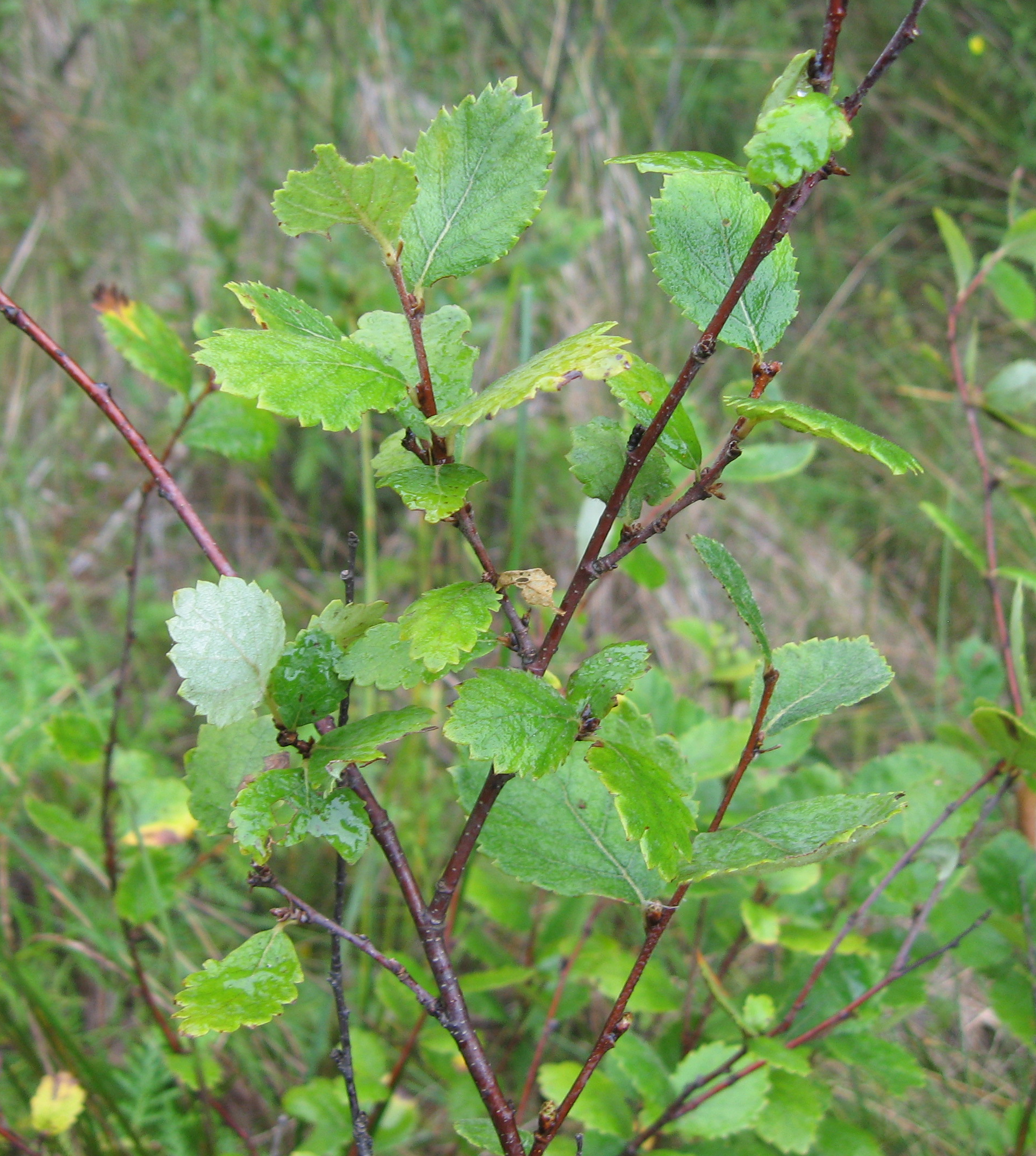